# 周良賓
周良賔（1531年—？），字以尚，號萍川（萍野），福建泉州府晉江縣人，民籍，明朝政治人物。

## 生平
嘉靖四十三年（1564年）甲子科福建鄉試第四名舉人。嘉靖四十四年（1565年）中式乙丑科會試第二百四十五名，三甲第二百八十四名進士。刑部观政，隆慶二年（1568年）六月授户部主事，五年正月升员外，二月升郎中，六年十二月升宁波知府，万历五年（1577年）正月升四川副使，七年二月调瑞州知府，十年七月调简，十三年七月復除雷州府，十六年六月致仕。

## 家族
曾祖周洤，壽官；祖父周聰，訓導；父周瑩中，累赠郎中；母顧氏，累赠宜人；繼母汪氏。兄周良寶、弟周良寅（参政）、良寯、良實、良寵、良安、良密、良宅，俱庠生。